# Speonomus lostiae
Speonomus lostiae es una especie de escarabajo del género Speonomus, familia Leiodidae. Fue descrita por Dodero en 1904. Se encuentra en Cerdeña.